# Fronville (Hotton)
Fronville (wa. Fronveye) – dzielnica (section) gminy Hotton w południowo-wschodniej Belgii, w Regionie Walońskim, w prowincji Luksemburg, w okręgu Marche-en-Famenne. 1 stycznia 2020 roku liczyła 688 mieszkańców. Do 31 grudnia 1976 r. samodzielna gmina. 

## Demografia
Liczba mieszkańców, stan na 1 stycznia:
| Rok                | 1930 | 1947 | 1961 | 2020 |
| ------------------ | ---- | ---- | ---- | ---- |
| Liczba mieszkańców | 591  | 469  | 423  | 688  |